# 前田安勝
前田安勝（生年不詳－1594年7月11日）是日本戰國時代至安土桃山時代的武將。前田氏家臣。父親是前田利春。別名五郎兵衛。

## 生平
他是尾張國荒子城城主前田利春的三男。永祿12年（1569年），主君織田信長命令繼承前田氏家督的兄長前田利久隱居，並命弟弟前田利家繼任家督。在越前府中建城後仕於利家。後來成為七尾城城代，領有知行1萬3千5百石，受命支配能登國等，受到利家的深厚信賴。
在天正10年（1582年）鎮壓能登棚木城的反亂和石動山合戰中從軍。在天正11年（1583年）成為能登小丸山城城主。在天正12年（1584年）的末森城之戰中守備能登等有出色的戰功。在利家向九州出陣之際負責物資的補給。
在文祿3年（1594年）逝世。戒名是天翁道清居士。墓所在石川縣七尾市的長齢寺。家督由兒子利好繼承。

## 登場作品
書籍
- 『前田一族』（別冊歷史讀本95）新人物往來社 2001年 ISBN 4404027958

電視劇
- 利家與松（2002年 NHK大河劇 演員：山西惇）